# De Havilland Fox Moth
de Havilland Fox Moth – brytyjski mały dwupłatowy samolot pasażerski opracowany przez firmę de Havilland. Był napędzany silnikiem de Havilland Gipsy III.

## Historia i użycie
Projekt samolotu opracowano pod koniec 1931 roku. Miał to być tani, ekonomiczny, lekki samolot pasażerski. Silnik i wiele elementów płatowca (część ogonowa, stateczniki, stery, skrzydła) były identyczne jak w samolocie szkolnym DH.82 Tiger Moth, budowanym w tym czasie w dużej liczbie przez firmę De Havilland dla lotnictwa wojskowego. Kadłub był drewniany, kryty sklejką. Między silnikiem i kabiną pilota umieszczono małą zamkniętą kabinę dla 3-4 pasażerów. Kabina pilota otwarta, osłonięta tylko owiewką (w wersji nazywanej „Speed” dodano odsuwaną osłonę). Skrzydła były składane do tyłu dla ułatwienia garażowania w małych hangarach.
Pierwszy lot prototypu odbył się 29 stycznia 1932 roku. DH.83 był pierwszym samolotem, który bez dotacji przynosił zyski w komercyjnych liniach lotniczych.
Łącznie wyprodukowano 153 samoloty DH.83/DH.83C: 98 w Wielkiej Brytanii, dwa w Australii i 53 w Kanadzie po II wojnie światowej. Samoloty budowane w Kanadzie miały inne silniki niż wersje budowane w Anglii (DH Gipsy Major 1C) i nie miały składanych skrzydeł.

## Wersje
- DH.83 Fox Moth: wersja podstawowa; zbudowano 98 egzemplarzy w Wielkiej Brytanii i po jednym w Australii i w Kanadzie.
- DH.83C Fox Moth: 53 samoloty zbudowane w Kanadzie po II wojnie światowej.
- Gasuden KR-1: wersja budowana bez licencji w Japonii; kopia samolotu Fox Moth napędzana japońskim silnikiem gwiazdowym Gasuden Jimpu o mocy 150 KM (112 kW). Pierwszy prototyp, J-BBJI nazwany Chidorigo (Siewka) oblatano 23 grudnia 1933 r. Zbudowano siedem samolotów KR-1.